# Paris-Chalette-Vierzon
Paris-Chalette-Vierzon est une course cycliste française disputée au mois de septembre dans les départements du Cher et du Loiret. Créée en 1949, cette compétition est organisée par le Club Cycliste Vierzonnais. Elle fait partie du calendrier national de la Fédération française de cyclisme. 

## Présentation
Paris-Vierzon se dispute par étapes de 1953 à 1955 puis de 1969 à 1989. En 1970, l'épreuve se poursuit jusqu'à Thiers et porte le titre de "Grand Prix de l'Avenir" en remplacement du Tour de l'Avenir, annulé cette année-là. 
Depuis 2003, la course se poursuit sous son appellation actuelle.

## Palmarès
| Année                  | Vainqueur                          | Deuxième                           | Troisième                          |                                    |
| ---------------------- | ---------------------------------- | ---------------------------------- | ---------------------------------- | ---------------------------------- |
| Paris-Vierzon          |                                    |                                    |                                    |                                    |
| 1949                   | Lionel Rentien                     | Alain Moineau                      | Georges Meunier                    |                                    |
| 1950                   | Robert Varnajo                     | Georges Decaux                     | Georges Barré                      |                                    |
| 1951                   | Marcel Bon                         | Jacques Bunel                      | Bernard Bourgeot                   |                                    |
| 1952                   | Maurice Gruber                     | Marino Contarin                    | André Lambert                      |                                    |
| 1953                   | Joseph Amigo                       | Jean Brialy                        | Georges Barré                      |                                    |
| 1954                   | Armand Finet                       | Philippe Martineau                 | Michel Sallé                       |                                    |
| 1955                   | Jean Graczyk                       | Jean Raynal                        | J. Le Mouel                        |                                    |
| 1956                   | Maurice Moucheraud                 | Pierre Le Don                      | Chesne                             |                                    |
| 1957                   | Henri Duez                         | Georges Dubois                     | Jack André                         |                                    |
| 1958-1966              | pas de course                      | pas de course                      | pas de course                      | pas de course                      |
| 1967                   | Jean-Jacques Lebaube               | Guy Mollion                        | Gérard Besnard                     |                                    |
| 1968                   | Gérard Besnard                     | Joël Hauvieux                      | Francis Perez                      |                                    |
| 1969                   | Serge Lapébie                      | Gérard Briend                      | Bernard Thévenet                   |                                    |
| Grand Prix de l'Avenir |                                    |                                    |                                    |                                    |
| 1970                   | Jean-Luc Molinéris                 | Yves Hézard                        | Tino Tabak                         |                                    |
| Paris-Vierzon          |                                    |                                    |                                    |                                    |
| 1971                   | Marcel Duchemin                    | Claude Aiguesparses                | Carlos Melero                      |                                    |
| 1972                   | Jean-Claude Meunier                | Ueli Sutter                        | Claude Aiguesparses                |                                    |
| 1973                   | Patrick Béon                       | André Corbeau                      | Jean-Paul Richard                  |                                    |
| 1974                   | Alain Meunier                      | Hubert Arbès                       | Patrick Perret                     |                                    |
| 1975                   | Gérard Le Dain                     | Joël Bernard                       | Bernard Quilfen                    |                                    |
| 1976                   | Christian Muselet                  | Serge Beucherie                    | Michel Zuccarelli                  |                                    |
| 1977                   | Jean-Claude Meunier                | Alain Vidalie                      | Jean-Michel Guérinel               |                                    |
| 1978                   | Gérard Le Dain                     | Rémy Richard                       | Michel Zuccarelli                  |                                    |
| 1979                   | Hervé Desriac                      | Jean-Jacques Rebière               | Yves Lauraire                      |                                    |
| 1980                   | Alain Renaud                       | Laurent Fignon                     | Pascal Poisson                     |                                    |
| 1981                   | Thierry Desèvres                   | Sean Yates                         | Alain Renaud                       |                                    |
| 1982                   | Joël Milon                         | Jean-Marie Lemoine                 | Philippe Saudé                     |                                    |
| 1983                   | Bruno Huger                        | Christophe Lavainne                | Claude Aiguesparses                |                                    |
| 1984                   | Philippe Glowacz                   | Félix Urbain                       | Pascal Dubois                      |                                    |
| 1985                   | Daniel Mahier                      | Nicolas Dubois                     | Fabrice Vasseur                    |                                    |
| 1986                   | Philippe Galvez                    | Laurent Bezault                    | Patrick Ferrand                    |                                    |
| 1987                   | Olaf Lurvik                        | Hervé Desriac                      | Alex Pedersen                      |                                    |
| 1988                   | William Pérard                     | Jean-Marie Corteggiani             | Jean-Luc Félix                     |                                    |
| 1989                   | Pierre-Henri Menthéour             | Tony Davis                         | David Spears (en)                  |                                    |
| 1990                   | Jaan Kirsipuu                      | Jacques Coualan                    | Gilles Bouvard                     |                                    |
| 1991                   | Christian Andersen                 | Sławomir Krawczyk                  | Fabian Pantaglou                   |                                    |
| 1992                   | Viatcheslav Djavanian              | Kim Marcussen (de)                 | Vincent Comby                      |                                    |
| 1993                   | Jean-François Bresset              | Frédéric Berland                   | Valère Fillon                      |                                    |
| 1994                   | Yannick Djouadi                    | Christophe Provost                 | Khelil Haddad                      |                                    |
| 1995                   | Denis Marie                        | Laurent Eudeline                   | Christophe Théry                   |                                    |
| 1996                   | François Leclère                   | Christophe Gauthier                | Franck Champeymont                 |                                    |
| 1997                   | Laurent Planchaud                  | Jean-Philippe Thibault             | Cédric Dedoncker                   |                                    |
| 1998                   | Marek Leśniewski                   | Sébastien Grousselle               | Jean-Philippe Thibault             |                                    |
| 1999                   | Willy Viard                        | Marek Leśniewski                   | Tony Mann                          |                                    |
| 2000                   | annulé à cause de grèves générales | annulé à cause de grèves générales | annulé à cause de grèves générales | annulé à cause de grèves générales |
| 2001                   | Marek Leśniewski                   | Jérôme Riglet                      | Cédric Fontbonnat                  |                                    |
| 2002                   | Lilian Jégou                       | Nicolas Dubois                     | Cédric Fontbonnat                  |                                    |
| Paris-Chalette-Vierzon |                                    |                                    |                                    |                                    |
| 2003                   | Yann Vigouroux                     | Serge Oger                         | Jean-Luc Delpech                   |                                    |
| 2004                   | Sébastien Portal                   | Vincent Graczyk                    | Jean-Marc Marino                   |                                    |
| 2005                   | Mickaël Larpe                      | Alexandre Roger                    | Anthony Boyer                      |                                    |
| 2006                   | Romain Feillu                      | Nikolas Cotret                     | Alexandre Grux                     |                                    |
| 2007                   | Tony Gallopin                      | Jérémie Dérangère                  | Médéric Clain                      |                                    |
| 2008                   | Johan Mombaerts                    | Sébastien Boire                    | Julien Gonnet                      |                                    |
| 2009                   | Dmitry Samokhvalov                 | Romain Hardy                       | Mathieu Halléguen                  |                                    |
| 2010                   | annulé                             | annulé                             | annulé                             | annulé                             |
| 2011                   | Maxime Le Montagner                | Benjamin Pascual                   | Maxime Pinel                       |                                    |
| 2012                   | Maxime Renault                     | Antony Tévenot                     | Mārtiņš Trautmanis                 |                                    |
| 2013                   | Benoît Daeninck                    | Romain Cardis                      | Maxime Renault                     |                                    |
| 2014                   | Alexis Dulin                       | Fabien Grellier                    | Alliaume Leblond                   |                                    |
| 2015                   | Yannis Yssaad                      | Romain Cardis                      | Jérémy Lecroq                      |                                    |
| 2016                   | Romain Feillu                      | Adrien Carpentier                  | Risto Raid                         |                                    |
| 2017                   | Adrien Legros                      | Julien Guay                        | Florian Maitre                     |                                    |
| 2018                   | Clément Orceau                     | Florent Pereira                    | Maximilien Picoux                  |                                    |
| 2019                   | Abderrahim Zahiri                  | Simon Verger                       | Arnaud Pfrimmer                    |                                    |
| 2020                   | Thibaud Saint Guilhem              | Jason Tesson                       | Sandy Dujardin                     |                                    |
| 2021                   | Kévin Avoine                       | Kévin Le Cunff                     | Marius Macé                        |                                    |
| 2022                   | Romain Bacon                       | Baptiste Vadic                     | Kévin Le Cunff                     |                                    |
| 2023                   | Lewis Bower                        | Justin Ducret                      | Jon Rye-Johnsen                    |                                    |
| 2024                   | Louis Hardouin                     | Jean-Loup Fayolle                  | Lucas Janssen                      |                                    |